# Bristol Fighter (automobile)
La Bristol Fighter est une voiture de sport britannique fabriquée en petit nombre de 2004 à 2011 par Bristol Cars, et décrite par les commentateurs comme une supercar.  Treize exemplaires ont trouvé preneur.

## Caractéristiques
Le coupé possède des portes de type papillon semblables à celles de la Mercedes-Benz 300 SL de 1954 et a été conçu par l'ancien ingénieur de Formule 1 de Brabham, Max Boxström, et donne à la voiture un Cx de 0,28. Il peut donc atteindre une vitesse maximale de 338 km/h.
La voiture utilise le moteur V10 de 7 996 cm3 de la Dodge Viper monté à l'avant, mais modifié par Bristol pour produire 525 ch à 5 600 tr/min et 712 N m de couple à 4 200 tr/min. Ceci est en accord avec l'utilisation de Bristol des moteurs Chrysler depuis 1961, en l’occurrence, des V8. 

## Fighter S
Dans la Fighter S, le moteur a été modifié pour donner 628 ch. Le poids de la voiture est de 1 600 kg. La voiture utilise la même boîte six vitesses manuelle ou automatique et la puissance est toujours transmise à l'arrière. Il peut atteindre le 0 à 100 km/h en 4,0 secondes et bénéficie d'un rapport puissance-poids de 362 ch/tonne. La voiture atteint désormais une vitesse de 340 km/h.

## Fighter T
En 2006, Bristol a annoncé la Fighter T, une version où le moteur V10 a été modifié pour développer 1 012 ch à 5 600 tr/min et 1 405 N m de couple à 4 500 tr/min. Elle est ainsi la première voiture à moteur V10 turbocompressé. La Fighter T va également bénéficier d'un coefficient de traînée de 0,27 Cx (amélioré par rapport au Cx de 0,28 du modèle standard). Bristol affirme que la voiture est capable d'atteindre une vitesse de 430 km/h, mais elle sera limitée électroniquement à une vitesse « plus que suffisante » de 362 km/h. Lorsque la Fighter T est entrée en production, elle était plus puissante que la Bugatti Veyron, qui annonçait 1001 ch, mais toujours moins puissante que la SSC Ultimate Aero TT. Les voitures ont été livrées en Septembre 2007.